# Apartadero Piedrabuena
El Apartadero Luis Piedrabuena (llamado simplemente Apartadero Piedrabuena) es un desvío/apartadero, antigua estación ferroviaria, del ramal ferroviario que une la mina de carbón de Río Turbio con el puerto de Punta Loyola, cerca de Río Gallegos, en el departamento Güer Aike de la Provincia de Santa Cruz (Argentina). El apartadero, ubicado en el kilómetro 36, permite el cruce de trenes con doble vía.
La estación se inauguró en el año 1951. En sus inicios esta estación recibió el nombre de Palermo Aike por la estancia del mismo nombre que se encuentra en las cercanías.  El nombre actual le fue otorgado en honor a Luis Piedrabuena un oficial de la Armada Argentina que fue además almacenero, explorador y es considerado un gran patriota en la República Argentina, así como un conocido humanista que participó en numerosos rescates de náufragos en la costa patagónica y de Tierra del Fuego a fines del siglo XIX. Tenía su residencia en la isla Pavón. 
La estación forma parte del Ramal Ferro-Industrial de Río Turbio, que une la mina de Río Turbio, en la Cordillera de los Andes y cercana al límite con Chile, con el puerto de Punta Loyola, en cercanías de Río Gallegos. Se trata de un ramal de trocha angosta (750 mm) perteneciente a YCF (Yacimientos Carboníferos Fiscales, actual YCRT) y funciona actualmente sólo para el transporte de carbón.